# داریو فابرو
داریو فابرو (انگلیسی: Darío Fabbro؛ زادهٔ ۱۱ مارس ۱۹۷۶) بازیکن فوتبال اهل آرژانتین است.
از باشگاه‌هایی که در آن بازی کرده‌است می‌توان به باشگاه فوتبال گودوی کروز، باشگاه فوتبال اسپورتینگ کانزاس‌سیتی، نیوانگلند رولوشن، و باشگاه فوتبال اتلتیکو هوراکان اشاره کرد.